# Mesochorus vetulus
Mesochorus vetulus là một loài tò vò trong họ Ichneumonidae.